# Escudo de Benejama

Escudo oficial de Benejama.

El escudo oficial de Benejama (provincia de Alicante, España) tiene el siguiente blasonamiento:

Escudo cuadrilongo de punta redonda. En campo de azur, una torre de oro, mazonada y aclarada de sable. En la punta, en campo de gules, dos llaves cruzadas en aspa de oro. Como timbre, una corona real abierta.

## Historia
La torre hace referencia al edificio que hay en el pueblo, la torre de Benejama, de origen andalusí. Según la tradición, las llaves de la punta indican que se prohíbe el paso a los castellanos, ya que la localidad se encontraba en tierras fronterizas con el Reino de Castilla, y fue una concesión de Alfonso el Magnánimo en 1448, que otorgó a Benejama el título de villa y el uso del escudo de armas por haberse mantenido fiel a su tierra y su rey.